# Ein Doktor auf Bestellung
Ein Doktor auf Bestellung ist eine französische Komödie unter der Regie von Tristan Séguéla, die 2019 in die Kinos kam. Ein Nachtarzt in Paris, gespielt von Michel Blanc, sieht sich in der Weihnachtsnacht gezwungen, die Behandlung verschiedener Patienten an einen Uber-Eats-Lieferanten, gespielt von Hakim Jemili, zu delegieren.

## Handlung
In der Weihnachtsnacht in Paris ist Serge Mamou Mani der einzige Arzt, der Nachtdienst für die Médecins de Paris hat, einen ärztlichen Hausnotrufdienst.
Er ist ein ruppiger, blasierter und dem Alkohol zugeneigter Arzt, der aufgrund der vielen Freiheiten, die er sich mit seinem Beruf und der Ärztekammer auf seiner Seite genommen hat, gezwungen ist, diesen Bereitschaftsdienst gut zu erfüllen. Während sich die Arztbesuche in stetem Rhythmus aneinanderreihen, erhält Serge einen Anruf von Rose, einer Freundin der Familie, die ihn bittet, dringend zu kommen. Vor Ort findet er sie leblos vor, nachdem sie zu viele Beruhigungsmittel geschluckt hat. Er trifft Malek, einen Uber-Eats-Lieferanten, der das von Rose bestellte Sauerkraut bringt. Während er auf den Rettungswagen wartet, bittet Serge Malek, für ihn eine Rezeptverschreibung an einen Patienten zu überbringen, der seit zwei Stunden wartet. Nachdem Serge sich den Rücken verrenkt hat, stellt er Malek schließlich für die Nacht ein, damit er an seiner Stelle zu den Patienten in die Wohnung geht. Malek gibt sich dann als Arzt aus, wobei Serge im Auto am Straßenrand sitzt und Malek aus der Ferne mit seinem Handy anleitet. Er belauscht die Gespräche zwischen Malek und den Patienten, die Malek für Serge am Telefon wiederholen muss, und gibt dann seine Anweisungen und seine Diagnose über das Headset, das Malek trägt. Bei seinen Behandlungen wird Malek mit den Zweifeln eines Vaters konfrontiert, der Chirurg ist, als er seinen Sohn wegen einer Kehlkopfentzündung untersucht, eine Frau entbinden muss und ihn zwingt, Serge auf dem Rücken zu tragen, um ihn zu holen. Außerdem behandelt er einen seiner ehemaligen Uber-Kunden, der ihn nicht erkennt. Um sich an diesem Kunden zu rächen, der bei seiner Uber-Lieferung unfreundlich gewesen war, lässt Malek ihn glauben, dass er eine schwere Krankheit hat. Außerdem rettet er auf Serges Diagnose hin eine Familie vor einer Kohlenmonoxidvergiftung.
Malek erfährt im Laufe der Nacht, dass Rose die Freundin von Serges Sohn war, der während eines Weihnachtsurlaubs in einer Lawine ums Leben kam. Während Serge im Auto eingeschlafen ist, beschließt Malek, Rose aus dem Krankenhaus abzuholen. Am Ende der Nachtschicht essen sie zu dritt in einem Restaurant.
Der Film endet mit einer Szene, in der Malek als Uber-Fahrer zu sehen ist und in seinem Auto Bücher für sein Medizinstudium liest. Ein Kunde, der, dem er eine schwere Krankheit vorgegaukelt hatte, kommt an. Er erkennt ihn immer noch nicht und bittet darum, ihn zum Flughafen Orly zu fahren, bevor Serge wegen eines „Notfalls“ anruft. Malek sagt daraufhin die Fahrt ab und lässt seinen Kunden aus dem Auto aussteigen.